# エロイ・オラージャ
エロイ (Eloy) こと、エロイ・ホセ・オラージャ・プレンデス（Eloy José Olaya Prendes, 1964年7月10日 - ）は、スペイン・ヒホン出身の元サッカー選手。スペイン代表であった。現役時代のポジションはフォワード。

## 経歴

### クラブ
スポルティング・デ・ヒホンの下部組織出身で、わずか15歳だった1979年11月28日、コパ・デル・レイのCDトゥロン戦でトップチームデビューした。スペインサッカー連盟はリザーブチーム登録のフィールドプレーヤーを出場させることを認めていないが、当時は出場が可能であった。1982年にはプリメーラ・ディビシオン（1部）初出場を果たすと、1984-85シーズンと1986-87シーズンにはリーグ戦で4位となり、後者のシーズンには43試合に出場して11得点を挙げた。1988年にはバレンシアCFに移籍し、1989-90シーズンには1986-87シーズンと似たような成績を残してリーグ戦準優勝に貢献した。1996年にはCDバダホスに移籍し、1998年、34歳で現役引退した。プリメーラ・ディビシオンでは通算429試合に出場して76得点を挙げた。

### 代表
1985年11月20日、サラゴサで行われたオーストリアとの親善試合 (0-0) でスペイン代表デビューした。1986年1月22日、ラス・パルマスで行われたソビエト連邦との親善試合 (2-0) で初得点を挙げた。同年夏には1986 FIFAワールドカップのメンバーに選出され、アルジェリア戦で得点したが、準々決勝のベルギー戦ではPKを外し、スペインは準々決勝敗退に終わった。1987年4月1日、ウィーンで行われたUEFA欧州選手権1988予選のオーストリア戦では2得点を挙げた。1988年にはUEFA欧州選手権1988本大会のメンバーに選出されたが、1試合も出場機会はなかった。

#### 代表での得点
| #  | 日付          | 場所           | 相手         | スコア | 結果 | 大会                    |
| -- | ------------- | -------------- | ------------ | ------ | ---- | ----------------------- |
| 1. | 1986年1月22日 | ラス・パルマス | ソビエト連邦 | 2-0    | 2-0  | 親善試合                |
| 2. | 1986年6月12日 | モンテレイ     | アルジェリア | 0-3    | 0-3  | 1986 FIFAワールドカップ |
| 3. | 1987年4月1日  | ウィーン       | オーストリア | 0-1    | 2-3  | UEFA欧州選手権1988予選  |
| 4. | 1987年4月1日  | ウィーン       | オーストリア | 1-2    | 2-3  | UEFA欧州選手権1988予選  |

### 現役引退後
2001年から2006年まではヒホンのゼネラル・マネージャー (GM) を務めた。

## タイトル
U-21スペイン代表
- UEFA U-21欧州選手権 : 1986